# 天大将军一
天大將軍一，拉丁化的名稱為γ Andromedae，是在北半球仙女座的第三亮星。它是個距離地球約350光年的多星系統。該系統以每秒-12至-14公里的徑向速度朝向太陽漂移。

## 觀察

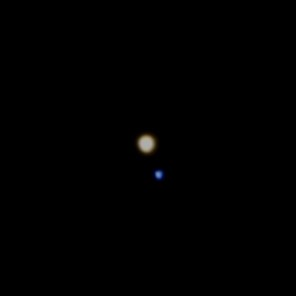
天大將軍一在小望遠鏡中的影像。

在1778年，德國物理學家約翰·托比亞斯·梅耶爾發現天大將軍一是一顆雙星。當在一個小望遠鏡中觀看時，它似乎是一顆明亮的金黃色恆星，旁邊是相隔約10弧秒的一顆較暗的靛藍色恆星。觀星者通常認為是一顆美麗的，具有鮮明色彩對比的雙星。
較亮的成員，天大將軍一（仙女座γ1）是這個系統的主星，標示為天大將軍一A（仙女座γA）。它在官方的正式名稱是Almach /ˈælmæk/，被用作肉眼可見星的傳統名稱，同時也是整個系統的名稱。較暗的伴星是天大將軍一B（仙女座γ2B）。後來發現這顆伴星是三合星，因此肉眼看見的是一顆單星，實際是4顆星的系統。

## 命名法
天大將軍一（拉丁化的名稱是Gamma Andromedae）在拜耳命名法中，其兩個組成部分的名稱是仙女座γ1和γ2。源於華盛頓多星目錄（WMC）對多顆恆星系統使用的約定，這些成員的名稱為"仙女座γA"和"仙女座γB"，並由國際天文學聯合會（IAU）採用。2016年，IAU組織了恆星名稱工作組（WGSN）對恆星的專有名稱進行編目和標準化。WGSN於2016年7月20日批准了天大將軍一（仙女座γA）的名稱為“Almach”，並已被列入IAU批准的恆星名稱清單。
Almach是傳統名稱（也拼寫為Almaach、Almaack、Almak、Almaak、或Alamak），源自阿拉伯語العناق (al-‘anāq)，"獰貓（Caracal，沙漠猞）。中世紀天文學家用阿拉伯語寫作這顆恆星時使用的另一個術語是رجل المسلسلة（Rijl al Musalsalah），意思是"[被鎖鏈]女人的腳"。在日曆的恆星目錄中，這顆恆星被指定為 الخامس النعامة（阿爾阿赫薩西·阿爾·穆阿克特），翻譯成拉丁語為Quinta Struthionum，意思是"第五隻鴕鳥"。
在中國，稱為「天大將軍」，意思是「天上的偉大將軍」，屬於這個星官的恆星有仙女座γ、英仙座φ、仙女座51、仙女座49、仙女座χ、仙女座υ、仙女座τ、仙女座56、三角座β、三角座γ和三角座δ。因此，仙女座γ的中國名為天大將軍一 。
在巴比倫星表中，仙女座γ與三角座一起形成了一個名為MULAPIN（𒀯𒀳）「犁」的星群。在占星術，這顆恆星被認為是「光榮和傑出的」。

## 恆星屬性

仙女座γ系統的組成部分（不按比例）。

天大將軍一A（仙女座γ1仙女座（A成員）是一顆恆星光譜類型為K2 + Iib的大質量巨星，目前處於漸近巨星支之後的演化階段。它尚未顯示s-過程元素的化學增強。這顆恆星的視星等約為2.26。它的質量估計是太陽質量的24倍，年齡為650萬年。
天大將軍一BC（仙女座γ2，BC成員），整體視星等為4.84。與天大將軍一A的距離為9.6 弧秒，方位角為63度，兩星互繞的軌道週期約為5,000年。
在1842年10月，威廉·斯特魯維發現仙女座γ2本身就是一顆雙星，其組成部分的距離不到一角秒。其組成部分是一顆視星等為5.5的恆星，仙女座γB，以及一顆視星等為6.3的A型主序星，仙女座γC。它們的軌道週期約為64年，離心率（橢圓度）高達0.927。從1957年到1959年的頻譜圖顯示，仙女座γB本身就是一個光譜聯星，由兩顆B型主序星組成，彼此繞行週期為2.67天。這兩個軌道可能是共面， 目前這兩顆恆星之間的角距離為0.16角秒 （页面存档备份，存于）。

## 同名的物體
USS Almaack (AKA-10)是一艘美國海軍艦艇的名稱。

## 外部連結
- Almaak (Gamma Andromedae) （页面存档备份，存于） at The Internet Encyclopedia of Science
- Image ALMACH （页面存档备份，存于）
- Almaak on AstroDwarf
- WikiSky上关于天大将军一的内容：DSS2, SDSS, GALEX, IRAS, 氢α, X射线, 天文照片, 天图, 文章和图片